# Castelfranco di Sotto
Castelfranco di Sotto è un comune italiano di 13 630 abitanti della provincia di Pisa in Toscana. Situato nel Valdarno inferiore,  fa parte del Comprensorio del Cuoio.

## Geografia fisica

### Territorio
Castelfranco di Sotto si trova nel Valdarno inferiore, sulla riva nord dell'Arno. Il Comune di Castelfranco di Sotto è caratterizzato in gran parte da paesaggio collinare e boschivo, anche di pregio, tra cui le Cerbaie. La parte più a sud del Comune, dove si trova il capoluogo, è ubicata in pianura nella valle dell'Arno.
Nel territorio di Orentano, l'altitudine si alza a 27 metri, mentre nel territorio di Villa Campanile, si alza fino a 30 metri sopra il livello del mare.
A Castelfranco c'è anche la Riserva naturale Montefalcone con 505 ettari di superficie a terra. 
- Classificazione sismica: zona 2 (sismicità medio-alta), Ordinanza PCM 3274 del 20/03/2003
- Classificazione climatica: zona D, 1864 GR/G
- Diffusività atmosferica: bassa, Ibimet CNR 2002

## Storia
Castelfranco nel Valdarno di Sotto, oggi Castelfranco di Sotto, è divenuto borgo cinto di mura nella prima metà del secolo XIII. Agli inizi del XII secolo, dopo la morte dell'ultimo dei Conti Cadolingi di Fucecchio che vi esercitavano potere feudale, il territorio era passato sotto il dominio di Lucca.
Quattro piccoli villaggi, descritti dal canonico Giovanni Franceschini nelle sue cronache del 1789, già esistenti fra l'Arno e l'Usciana intorno all'anno 1000, nel lungo periodo di continue lotte fra Guelfi e Ghibellini e fra le città di Pisa, Lucca e Firenze, si trovavano esposti a continue scorrerie delle fazioni opposte e gli abitanti decisero di riunirsi in un sito fortificato più sicuro. Aiutati in ciò dalla città di Lucca che aveva interesse ad avere una piazzaforte in questa terra di confine e si adoprò perché fosse ben guarnita di abitanti, affrancando di gravami fiscali chi andasse ad abitarvi.
Di qui il nome di Castelfranco. Il borgo, cinto allora da mura possenti con sedici torri, conserva ancora la tipica struttura castrese romana con due strade principali che si incrociano al centro e conducono alle quattro porte delimitando i quartieri che hanno misure uniformi. Le porte ricordano i quattro villaggi e i Santi titolari delle loro chiese che allora dipendevano dalla Pieve di S. Maria a Monte:
- S. Pietro a Vigesimo
- S. Martino in Catiana
- S. Bartolomeo a Paterno
- S. Michele in Caprugnana

Nella seconda metà del XIII e primi decenni del XIV secolo, condottieri ghibellini famosi come il Conte Guido Novello, Uguccione della Faggiola e Castruccio Castracani, guerreggiarono spesso nel Valdarno e Castelfranco, come negli altri borghi vicini, subì assedi e distruzioni. Durante quel periodo si rese volontariamente e alternativamente soggetto a Pisa e Lucca, con precise capitolazioni di diritti e obblighi che evidenziano la sua importanza logistica e militare e fanno intendere che già si erano dati particolari statuti e acquisito una certa autonomia nel governarsi. Lo prova anche il fatto che partecipò con un proprio rappresentante, Bartolomeo di Gheruccio, all'incontro promosso da re Roberto di Napoli per riportare la pace tra i Guelfi e Ghibellini toscani. 
Nel 1330 dopo la morte di Castruccio, si consolidò in Toscana, la potenza di Firenze e Castelfranco, come gli altri centri del Valdarno di Sotto, decise di soggettarsi a questa città inviando i suoi due Sindaci a trattare condizioni che furono vantaggiose per il borgo. Castelfranco fu patria di personaggi famosi nelle arti militari, come alcuni componenti delle famiglie Guerrazzi e Novelli, in virtù e dottrina come il beato Gherardo e fra Felice di Gherardo Casini, in scienze giuridiche sempre delle famiglie eminenti Guerrazzi, Ferretti e Dati. Può vantare anche artisti di chiara fama come Antonio Novelli scultore del XVII secolo e Antonio Puccinelli pittore del XIX secolo. 
Nel 1839 Castelfranco diviene Podesteria di prima classe con giurisdizione sui Comuni di S. Croce, S. Maria a Monte e Montecalvoli. 
Nel 1848 fu sede di Pretura e fino al 1866 anche di Mandamento. 
Nel 1860 gli abitanti di Castelfranco si pronunciarono compatti per l'Unità d'Italia con 891 voti a favore e 19 contrari. 
Nel 1912 venne ad ampliarsi il suo territorio e aumentò notevolmente la sua popolazione per l'aggregazione volontaria di una parte della Parrocchia di Orentano già soggetta al Comune di S. Croce. Nel 1925 Castelfranco entra nella Provincia di Pisa, lasciando quella di Firenze. 
Negli anni 1960 le poche parti rimanenti dello storico muro che circondava il centro storico vennero abbattute. Dagli anni settanta il comune ha avuto una crescita economica e industriale anche grazie all'ampliamento (specie negli anni 1990) della zona industriale. 
Oggi del Medioevo, rimangono le tre torri (più una non più visibile) che indicano le contrade e i sottopassaggi, sparsi nel centro cittadino.

### Simboli
Lo stemma e il gonfalone sono stati riconosciuti con DCG del 9 dicembre 1930.
Stemma
Gonfalone

## Monumenti e luoghi d'interesse

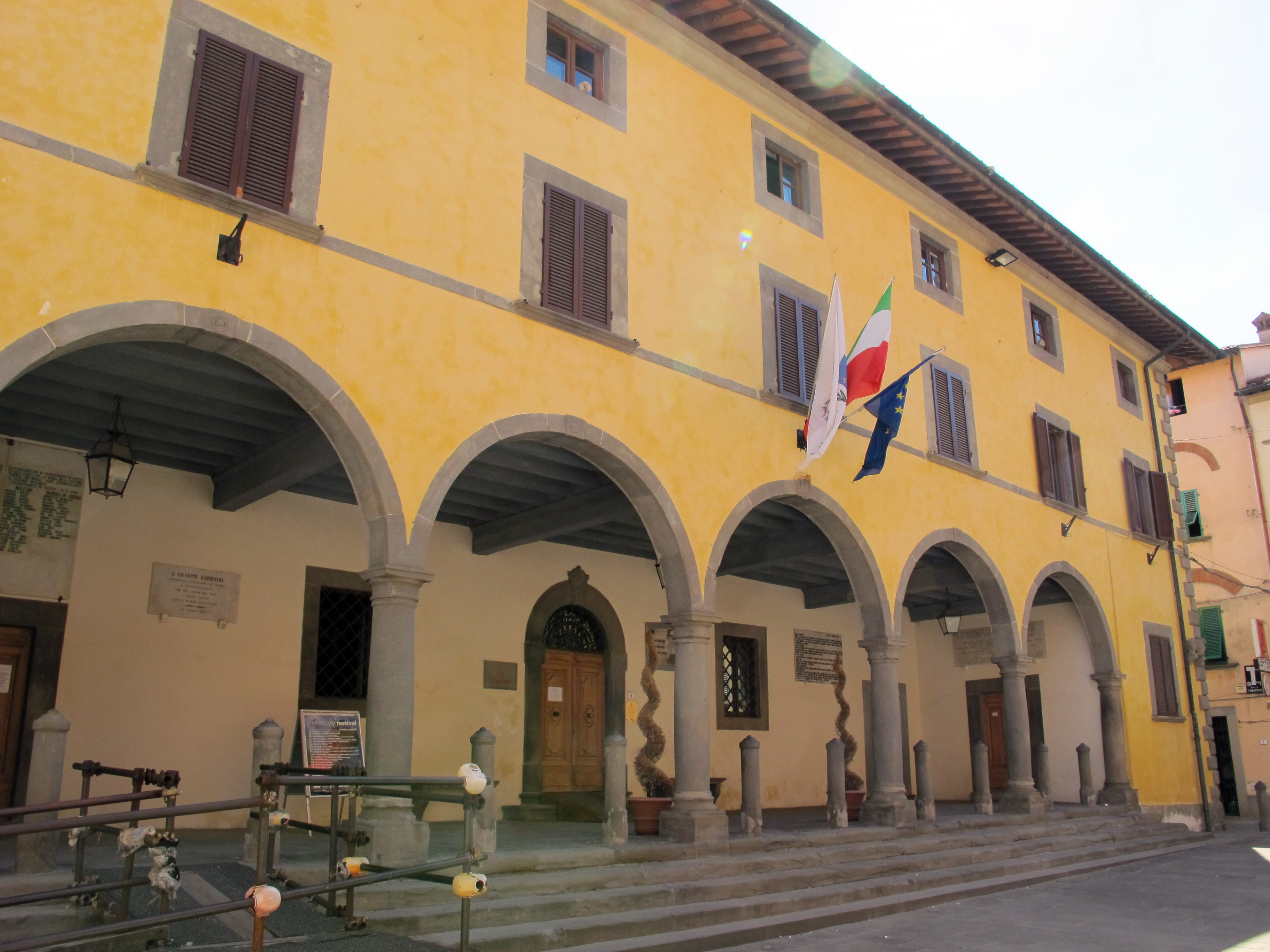
Il municipio

### Architetture religiose
- Collegiata dei Santi Pietro e Paolo
- Chiesa e convento di San Matteo
- Chiesa di Santa Maria Maddalena

### Architetture civili
Il municipio è uno degli edifici storici di Castelfranco di Sotto. Esso è composto da colonne di pietra, e nel corso del tempo è stato riverniciato con vari colori. Si affaccia su piazza Remo Bertoncini, nel centro cittadino.
La torre campanaria è stata costruita nel Medioevo come campanile della chiesa collegiata. Essa è situata sulla porta di San Pietro a Vigesimo, e dispone sulla facciata rivolta al centro storico di un orologio.

### Architetture militari
Castelfranco, fino alla metà degli anni sessanta, era circondata da un muro di cinta. Però come resti sono rimaste tre delle quattro porte di entrata, ognuna delle quali rappresentava una delle quattro contrade cittadine.

## Società

### Evoluzione demografica
Abitanti censiti

### Etnie e minoranze straniere
Secondo i dati ISTAT al 1 gennaio 2023 la popolazione straniera residente era di 2161 persone.
Le nazionalità maggiormente rappresentate in base alla loro percentuale sul totale della popolazione residente erano:
- Albania 540 3,98%
- Senegal 508 3,75%
- Marocco 380 2,80%
- Romania 175 1,29%

### Tradizioni e folclore

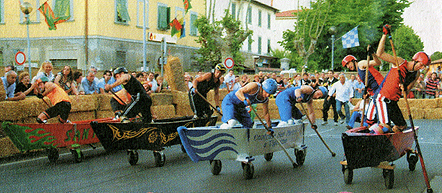
La partenza del Palio dei Barchini con le Ruote del 2007

Annualmente, nell'ultima domenica di maggio, a Castelfranco di Sotto si svolge dal 1987 il Palio dei barchini con le ruote, dove le quattro contrade San Michele in Caprugnana (giallo-nero), San Martino in Catiana (verde-arancio), San Bartolomeo a Paterno (rosso-blu) e San Pietro a Vigesimo (bianco-azzurro) si sfidano in una gara di barchini che, mossi dai rematori, dovranno fare dei giri intorno a piazza Garibaldi. Questa manifestazione ha origine dagli antichi renaioli, operai addetti al raschiamento dei fondali dell'Arno con lo scopo di prelevare sabbia o ghiaia, utilizzando degli appositi barchini a fondo piatto; si decise di applicare delle ruote ai tradizionali barchini adoperati per questo antico mestiere e di posizionarli su strada. I barchini utilizzati sono realizzati interamente in legno, a cui vengono applicate quattro ruote di gomma e sono spinti da due rematori tramite l'utilizzo di un bacchio anch'esso realizzato in legno.
Inizialmente era prevista un'unica competizione maschile, in cui si dovevano effettuare tre giri della piazza; venne poi aggiunta la gara del Mini palio, in cui si sfidano gli equipaggi maschili per le qualificazioni e infine il Palio rosa, disputato dagli equipaggi femminili (entrambe queste gare prevedono due giri intorno alla piazza, a differenza della gara principale che ne prevede tre). 
La mattina della stessa domenica, si effettua la sfilata storica nel quale il paese è animato da musici e sbandieratori di ogni età, vestiti con abiti dell'epoca delle quattro contrade accompagnati da carri allestiti a tema. Alla contrada vincitrice di una o più gare verrà consegnato il cencio corrispondente alla gara che hanno vinto e che rimarrà in contrada un anno, fino al palio successivo; dopo tre vittorie anche non consecutive, il cencio rimarrà per sempre nella contrada che se lo è aggiudicato.

## Cultura

### Teatro
Con l'inaugurazione del 30 novembre 2013, il Teatro della Compagnia viene ad arricchire la vita culturale di Castelfranco di Sotto. Ospitato nell'edificio che fu della chiesa dei Santi Jacopo e Filippo, il teatro prende il nome dalla "Compagnia del Santissimo Sacramento" la quale, dall'inizio dell'Ottocento fino alla seconda guerra mondiale, utilizzava l'edificio per l'organizzazione delle sontuose feste dei "tendoni", in onore del Corpus Domini.
La chiesa, annessa a un monastero e conosciuta dai castelfranchesi come "della Compagnia", risale al 1333 quindi a meno di un secolo dalla nascita del "Castello Franco", avvenuta attorno al 1253.
Con le soppressioni napoleoniche del 1806, il complesso religioso divenne proprietà privata della nobile famiglia castelfranchese dei Martellini-Pontanari; passò quindi ai Brunetti e poi agli Aglietti.
Gravemente danneggiati durante il passaggio del fronte nel 1944, buona parte degli edifici vennero acquisiti nel dopoguerra dall'amministrazione comunale per essere demoliti e consentire l'ampliamento l'attuale piazza XX Settembre.
La chiesa rimase invece di proprietà della curia e attraversò vicende alterne fino alla sua sconsacrazione. Nel 2006 l'edificio fu acquistato dal Comune di Castelfranco di Sotto con l'intento dichiarato di realizzarvi un teatro.

### Mercato
Il mercato di Castelfranco viene esposto il lunedì nella mattina in piazza XX settembre dove poggia la Biblioteca comunale e Piazza Garibaldi.

## Geografia antropica

### Suddivisioni storiche

#### San Bartolomeo a Paterno
La contrada di San Bartolomeo a Paterno, i cui colori caratteristici sono il rosso e blu, estende il suo territorio nella parte nord-occidentale di Castelfranco, lungo l'asse corso Bertoncini-Francesca Sud a ovest e via Cavour-via Usciana a nord. Confina con le contrade San Martino in Catiana e San Michele in Caprugnana. All'interno del suo territorio, dove risiedono circa 1 500 famiglie, sorgono l'ex chiesa di Santa Chiara, la Casa del Popolo, l'ospedale "Selene Menichetti" e gran parte della nuova zona residenziale.
Il borgo di Paterno si trova citato già il 10 novembre 847 in occasione di un contratto di affitto relativo al Monastero di S. Ippolito in Aniano. È possibile situarlo tra l'Arno e l'Usciana e più precisamente lungo la strada che conduce a S. Maria a Monte. Il titolo della chiesa dovrebbe invece risalire circa all'anno 1000 quando l'imperatore Ottone III fece trasportare in Italia il corpo del Santo diffondendone il culto. Con l'edificazione del castello Paterno ha dato il nome alla porta che guarda verso Pisa e al quartiere occidentale di Castelfranco.

#### San Martino in Catiana
La contrada di San Martino in Catiana, i cui colori caratteristici sono l'arancione e il verde, identifica la parte sud-occidentale di Castelfranco, racchiuso tra l'Arno, via De Gasperi e la provinciale Francesca Sud. È la contrada con il territorio più piccolo ma probabilmente anche quella più densamente popolata. Confina con le contrade San Bartolomeo e San Pietro. All'interno del suo territorio si trovano l'ex chiesa dei Santissimi Jacopo e Filippo, piazza XX Settembre e piazza Garibaldi.
Le prime notizie storiche del villaggio di Catiana risalgono al X secolo d.C. Sorgeva sulla riva destra dell'Arno a circa trecento metri a sud del centro storico di Castelfranco sulle terre che furono feudo dei conti Cadolingi di Borgonovo. Intorno all'anno mille il vico dimostrava un'attività economica molto sviluppata per l'epoca, testimoniata dalla presenza di dodici case, tra cui due di pescatori e innumerevoli vigneti che producevano un ottimo vino bianco. L'interesse dei conti per queste terre era tale che vi fecero risiedere permanentemente un loro massaro (amministratore). La chiesa di S. Martino, attorno alla quale sorgeva Catiana, fu fondata dal conte Cadolo dei Cadolingi e dalla di lui moglie Gemma, figlia del principe di Benevento e Capua, Landolfo. Il loro figlio Lotario donò in suffragio dei genitori la chiesa al Monastero di S. Salvatore di Fucecchio il 7 giugno del 1006. Dopo l'edificazione del Castello il nome di Catiana venne attribuito alla porta che guarda l'Arno e al quartiere posto nella parte meridionale del paese.

#### San Michele in Caprugnana
La contrada di San Michele in Caprugnana, i cui colori sociali sono il nero e il giallo, estende il suo territorio nel quartiere nord-orientale di Castelfranco, racchiuso tra via Usciana, via Francesca Nord e il Lungomonte in direzione di Santa Croce. La contrada giallo-nera, insieme a San Bartolomeo, ha il territorio più ampio ma anche quello più scarsamente popolato. Confina con San Bartolomeo e San Pietro. All'interno del suo territorio si trovano la chiesa Collegiata, il cimitero, il centro polisportivo comunale e le scuole elementari.
San Michele in Caprugnana compare per la prima volta nei documenti della Diocesi di Lucca nell'anno 951. Era situato nelle vicinanze delle terre paludose che allora caratterizzavano il corso del fiume Usciana, nel luogo dove era edificata la "Marginetta". Oggi Caprugnana dà il nome alla torre e alla porta che guardano Montefalcone e al quartiere posto a nord del paese.

#### San Pietro a Vigesimo
La contrada di San Pietro a Vigesimo, i cui colori sociali sono il bianco e il celeste, identifica il quartiere sud-orientale di Castelfranco, racchiuso tra l'Arno, via De Gasperi e la provinciale Francesca Nord, un territorio piccolo ma molto popolato, dove tra l'altro si trovano alcuni degli edifici più importanti di Castelfranco, come il palazzo comunale e il campanile. Confina con le contrade San Martino e San Michele.
Le prime notizie riguardanti Vigesimo e la relativa chiesetta di S. Pietro risalgono all'anno 802; si tratta di contratti di affitto e vendita di beni che lo dicono situato lungo le rive dell'Arno e confinante con territori oggi situati nel comune di S. Croce. Con l'edificazione di Castelfranco fu proprio la chiesa di S. Pietro a dare il titolo alla nuova chiesa castellana mentre la chiesa del borgo assunse il titolo di S. Barbara. Oggi Vigesimo identifica il quartiere orientale del paese e la porta che guarda Firenze sovrastata dalla più potente torre di Castelfranco.

### Frazioni
Tre sono le principali frazioni del comune:
- Galleno (34 m s.l.m., 199 abitanti)[13][14]
- Orentano (27 m s.l.m., 1 676 abitanti)[13]
- Villa Campanile (30 m s.l.m., 694 abitanti)[13]

### Altre località del territorio
Tra le numerose località sparse nel territorio di Castelfranco di Sotto si ricordano i nuclei di Chimenti (per metà nel comune di Altopascio) e di Staffoli (nella quasi totalità nel comune di Santa Croce sull'Arno) e le località di Casini, Corte Bistone, Corte Brogi, Corte Ciani, Corte Dori, Corte Menconi, Corte Mennino, Corte Nardi, Corte Nencettino, Corte Rossi, Corte Seri, Corte Urbani, I Greppi, Montanelli, Montefalcone, Poggetto, Poggio Adorno.

## Amministrazione
| Periodo        | Periodo        | Primo cittadino  | Partito                            | Carica  | Note |
| -------------- | -------------- | ---------------- | ---------------------------------- | ------- | ---- |
| 13 maggio 1985 | 6 maggio 1990  | Rosario Casillo  | PSI-PCI                            | Sindaco |      |
| 7 maggio 1990  | 23 aprile 1995 | Rosario Casillo  | DC-PSI                             | Sindaco |      |
| 24 aprile 1995 | 13 giugno 2004 | Graziano Turini  | Partito Democratico della Sinistra | Sindaco |      |
| 14 giugno 1999 | 12 giugno 2004 | Graziano Turini  | Democratici di Sinistra            | Sindaco |      |
| 13 giugno 2004 | 7 giugno 2009  | Umberto Marvogli | La Margherita                      | Sindaco |      |
| 8 giugno 2009  | 26 maggio 2014 | Umberto Marvogli | Partito Democratico                | Sindaco |      |
| 26 maggio 2014 | 27 maggio 2019 | Gabriele Toti    | lista civica di centro-sinistra    | Sindaco |      |
| 27 maggio 2019 | 10 giugno 2024 | Gabriele Toti    | lista civica di centro-sinistra    | Sindaco |      |
| 10 giugno 2024 | in carica      | Fabio Mini       | lista civica di centro-destra      | Sindaco |      |

## Sport
Tra gli sport più importanti e seguiti a Castelfranco di Sotto ci sono la pallavolo, con una squadra maschile che milita nel campionato di serie B1 e una squadra femminile nel campionato di serie A2 di categoria, e il calcio femminile, con il Castelfranco Calcio Femminile, già Piazza 96 e Valdarno, che nel 2015 si è affiliato con l'Empoli e ha partecipato al campionato di Serie B.
Ospita inoltre la polisportiva Stella Rossa fondata nel 1970. Lo stadio principale è lo Stadio Osvaldo Martini. Le maggiori squadre di calcio sono la Stella Rossa, militante in Prima Categoria ed il Castelfranco Calcio, militante in Seconda Categoria. Dagli anni '70 è presente l'ASD Podistica Castelfranchese una delle società di atletica leggera tra le più longeve in Italia. La prima domenica di Ottobre la Podistica Castelfranchese organizza la Quattropassi in Valdarno, manifestazione sportiva ludico motoria alla quale partecipano migliaia di persone e che è giunta nel 2023 alla Cinquantunesima edizione.